# Enjo kōsai
Enjo kōsai (援助交際, lit.  "relacionamento compensado") é uma prática comum no Japão, onde garotas colegiais são pagas por homens mais velhos para os acompanhar em saídas ou, algumas vezes, para lhes prestarem serviços sexuais.
Muitos sociólogos, especialmente fora do Japão, veem este fenómeno como uma forma de
prostituição, embora nem sempre esses encontros impliquem em atividades sexuais. Às vezes, tais saídas envolvem apenas jantares ou andar de mãos dadas. Outras vezes, há atividades sexuais que não envolvem o contato genital propriamente dito.
Enjo kosai está intimamente ligado à subcultura consumista kogal. Apareceu depois do fim do boom econômico dos anos oitenta e muitos observadores acreditam que é uma forma de as jovens mulheres conseguirem manter o estilo de vida daquela era, apesar das maiores dificuldades das suas famílias. Outros, especialmente dentro do meio acadêmico japonês, vêem a prática do enjo kosai como um rito de passagem para a vida adulta, que se desenvolveu naturalmente na sociedade capitalista contemporânea japonesa.

## História
O caldo cultural que cerca o enjo kosai é complexo. Originalmente, a maior parte dos contatos sociais acontecia por intermédio das telekuras, uma espécie de "clube de telefones", onde clientes homens pagavam uma taxa para acessar uma sala e receber os apelos das mulheres participantes, que podiam marcar um encontro se desejassem. Atualmente, as telekuras se limitam a fornecer aos clientes uma lista de números de telefone móvel (celular). Alternativamente, telefones celulares podem ser utilizados para participar do merukura, um sistema similar baseado na troca de e-mails.

## Legislação
A prostituição é ilegal no Japão desde a década de 1950, apesar de que a definição de prostituição é estrita, abrangendo tão somente os contatos entre os órgãos genitais. Leis especiais sobre prostituição de menores foram criadas nos anos 90. O enjo kosai não foi regulado pelo governo japonês, já que não se enquadra na definição legal de prostituição, a menos que o cliente explicitamente pague à garota por sexo (o que é raro, devido à natureza indireta das transações). Uma vez que a idade de consentimento no Japão varia entre 13 e 17 anos, conforme a jurisdição, os clientes não podem ser acusados de abuso de menores.